# Rhamphostomella gigantea
Rhamphostomella gigantea är en mossdjursart som beskrevs av Osburn 1952. Rhamphostomella gigantea ingår i släktet Rhamphostomella och familjen Romancheinidae. Inga underarter finns listade i Catalogue of Life.